# Lisors
Lisors là một xã thuộc tỉnh Eure trong vùng Normandie miền bắc nước Pháp.

## Tham khảo

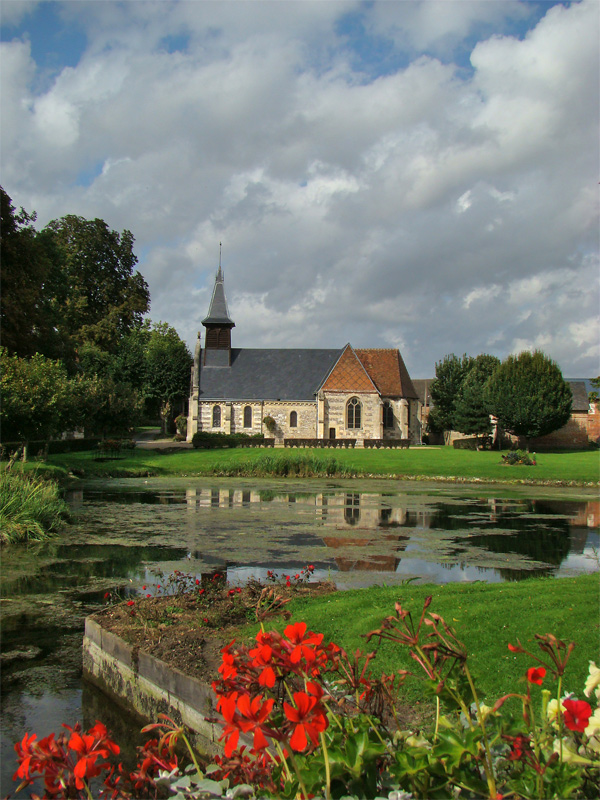
St.Martin Church

## Huy hiệu
| Arms of Lisors | The arms of Lisors are blazoned: Azure, 3 bouquets each of 3 wheat stalks bound in the form of a fleur de lys, on a chief argent, 3 flax flowers azure, slipped and leaved vert. |